# Batalla del monte Kent
La Batalla del Monte Kent fue un enfrentamiento entre la Argentina y el Reino Unido en el marco de la Guerra de las Malvinas.

## Preludio
El 25 de mayo de 1982 el comandante del V Cuerpo de Ejército Osvaldo Jorge García acicateó al comandante conjunto de la Guarnición Militar Malvinas Mario Benjamín Menéndez para accionar a las fuerzas terrestres en un ataque sobre la cabeza de playa británica en San Carlos.
El 27 de mayo de 1982 aterrizó en Stanley la Compañía de Comandos 602 comandada por el mayor Aldo Rico.
El 28 de mayo, partieron 40 gendarmes a bordo de un avión Hércules C-130 de la Fuerza Aérea Argentina. Al día siguiente el Comandante José Ricardo Spadaro, jefe del Escuadrón de Fuerzas Especiales de la Gendarmería Nacional 601 (EFE601GN), fue presentado ante el general de brigada Mario Menéndez.
Hubo un intento también de hacer cruzar la Agrupación de Comandos Anfibios (APCA) del capitán de corbeta Guillermo Sánchez Sabarots en un avión L-188E Electra a fines de mayo, lo que fue abortado debido al bombardeo naval en Puerto Argentino esa noche.

### Operación «autoimpuesta»
El 28 de mayo, los jefes de las compañías 601 y 602, mayores Mario Castagneto y Aldo Rico, formularon un plan de operaciones conjunto. El plan consistió en desplegar comandos en las montañas que circunvalaban Puerto Argentino para que estos se dejaran rebasar por el enemigo, informaran sobre la composición de este y lo atacaran por su retaguardia. El 29 de mayo los pelotones partieron en helicópteros a sus destinos. Una media docena de hombres de la 601 al mando del teniente Alejandro Cristian Brizuela desembarcó en el monte Estancia; una parte de la 2.ª Sección de Asalto de la 602 a cargo del capitán Tomás Victor Fernández desembarcó en Bluff Cove Peak; cerca de esta quedó la otra parte al mando del capitán Eduardo Marcelo Villarruel; y la 3.ª Sección de Asalto a cargo del capitán Andrés Ferrero descendió a cerca del monte Kent. Los jefes de las Compañías con el resto del personal y el material pesado habían de unírseles el día siguiente.
Uno de los helicópteros recuperó la 2.ª Sección de Asalto del capitán José Ramón Negretti perteneciente a la 601 operando en Big Mountain; durante el regreso, un helicóptero enemigo Sea Lynx intentó atacar a la aeronave argentina sin éxito.

## Batalla

### Emboscada
La 3.ª Sección de Asalto de la Compañía de Comandos 602 al mando del capitán Andrés Antonio Ferrero ascendió el monte Kent. En busca del mejor acceso a la cima, Ferrero se adelantó con el teniente 1º Francisco José Maqueda y el sargento Arturo Oviedo, encargando el resto de la fracción al 1.º Horacio Fernando Lauría. Oculta en el monte había una patrulla británica (16 Air Troop del Escuadrón D) que abrió fuego con ametralladoras y morteros pero a su vez sufrió dos gravemente heridos (Carl Rhodes and Richard Palmer).Otro hombre del SAS se quebro la mano al refugiarse entre las rocas.Ferrero no pudo reagrupar su unidad y todos los desconcertados integrantes escaparon como pudieron bajo la oscuridad. Lauría marchó al monte Estancia, donde había una fracción de la Compañía de Comandos 601. Mientras tanto, el capitán Ferrero, quien ignoraba la ubicación y estado del grupo del teniente 1.º Lauría, comenzó su escape durante la pausa del fuego junto con los dos comandos que lo acompañaban al inicio del combate. Una nevada intensa favoreció el escape de los comandos argentinos.El teniente 1.º Lauría carga durante varios días al sargento 1.º Raimundo Maximiliano Viltes herido en el combate en monte Kent.
La patrulla a cargo del teniente Alejandro Brizuela de la 601 en monte Estancia apreció la emboscada pero no pudo pedir ayuda. Los grupos argentinos habían quedado incomunicados entre sí y con Puerto Argentino, pues el equipo de radio de la patrulla de Brizuela se había roto y el de la 2.ª Sección de Asalto del capitán Fernández fue interferido por la electrónica británica.
Al día siguiente la 2.ª Sección de Asalto envió a dos hombres a la cima de la altura Bluff Cove Peak, donde habían recientemente llegados como refuerzos la patrulla 17 Boat Troop del capitán Timothy William Burls perteneciente al Escuadrón D del SAS.Los dos comandos, teniente 1.º Rubén Márquez y sargento 1.º Oscar Blas, murieron en combate con los enemigos tras ascender el monte. Después se supo que el combate se produjo con parte de la plana mayor del mayor Cedric Delves en la cual dos comandos británicos (Ewen Pearcyand Don Masters) del Special Air Service (Servicio Aéreo Especial) fueron alcanzados por fragmentos de granadas de mano y piedras, según el historiador estadounidense Martín Arostegui.
A las 17:00 horas (UTC-03:00) la plana mayor de la Compañía de Comandos 602 estableció contacto con la patrulla del capitán Tomás Fernández, y le ordenó replegarse.
Parte de la plana mayor a cargo del capitán Eduardo Villarruel se encontraba en el valle existente entre el monte Kent y el Bluff Cove Peak. Una exploración rápida no pudo determinar la posición del enemigo. Dado que los británicos habían ocupado la elevación donde habían de dirigirse, la patrulla caminó durante toda la noche a monte Estancia. En el camino se encontraron con dos suboficiales pertenecientes a la patrulla del capitán Ferrero que habían replegado solos.
El 30 de mayo el resto de los comandos argentinos afectados a la operación que se encontraban en Puerto Argentino, habían de terminar el despliegue iniciado el día anterior. El primer helicóptero despegó en Puerto Argentino llevando a bordo a comandos de la Gendarmería Nacional al mando del segundo comandante Jorge San Emeterio con la misión de ocupar el monte Kent. Un misil Stinger
enemigo derribó al helicóptero cuando este pasaba por el Kent. La aeronave SA330 Puma cayó incendiada. Un total de seis comandos argentinos murieron en la explosión posterior. Poco tiempo después el mayor Aldo Rico canceló la operación tras enterarse de la emboscada.

### Refuerzos británicos
En la noche del 29 de mayo, se intentó desembarcar en helicópteros Sea King dos pelotones de Royal Marines (marines reales) de la Compañía 'Kilo' (capitán Peter Babbington) del Batallón de Comandos 42 para reforzar el Escuadrón 'D' en monte Kent. La operación helitransportada fue frustrada por las fuertes nevadas y el combate entre tropas del SAS y los hombres de la Compañía de Comandos 602, lo que obligaron a los helicópteros británicos a abandonar rápidamente el lugar con el marine real William Macpherson recordando, "A medida que nos acercábamos pudimos ver resplandores a través de la nieve mientras entrabamos en el sitio de aterrizaje y estábamos como pensando '¿Qué es eso?' y luego hubo mucho fuego de ametralladoras y balas trazantes que venían hacia los helicópteros y nos inclinamos muy repentinamente y luego la puerta se cerró de un portazo y no sabíamos lo que estaba pasando y terminamos de vuelta en San Carlos. Y cuando regresamos, probablemente eran las 3 de la mañana y el suboficial mayor estaba allí en el establo y dijo: "No tienen idea de lo cerca que estuvieron esta noche".
El teniente coronel Mike Rose (jefe del SAS) estaba a bordo de uno de los helicópteros y reconoce que los británicos casi perdieron la guerra de Malvinas esta noche, junto con parte de la Compañía 'Kilo' y los helicópteros asignados para ayudar a los marines reales y paras tomar las alturas claves al oeste del río Murrell, "Cuando llegamos allí, las fuerzas especiales argentinas estaban casi en la cima desde la que podrían haber disparado directamente contra los helicópteros. Entonces, como dijo el brigadier Julian Thompson, habría sido 'Fin del juego'. Así que realmente fueron 10 minutos en que bien podríamos haber perdido la guerra."
Más tarde se supo que los comandos británicos del Escuadrón D del SAS, pensando que estaban a punto de ser flanqueados por el teniente 1º Maqueda, sargento Oviedo y el capitán Ferrero, abandonaron completamente el monte kent y decidieron retirarse junto con sus heridos al establecimiento Estancia House.Al darse cuenta de su error, la patrulla del capitán Timothy Burls regresaron a las alturas de Kent justo cuando los hombres del capitán Fernández se acercaban para ocupar al pico Bluff Cove.

### Rescate
Para salvar a las secciones emboscadas en el monte Kent y en el Bluff Cove Peak, las Compañías 601 y 602 formaron un convoy equipado de motocicletas Kawasaki y cinco automóviles Land Rover, uno de la Compañía 601 y los otros del Centro de Operaciones Logísticas. Su plan era mostrarse a plena luz del día para que el enemigo les hiciera fuego delatando sus posiciones, a fin de rescatar a sus compañeros que se replegasen. El 31 de mayo a las 03:00 horas la columna partió a la zona.
Mientras tanto, la patrulla del capitán Tomás Fernández descendía del Bluff Cove Peak cuando el enemigo inició un fuego intenso de ametralladoras y morteros contra la elevación. Los comandos argentinos comenzaron a escapar dispersándose. En la corrida sufrían caídas por las rocas mojadas; el radiooperador (sargento 1º Vicente Alfredo Flores) de la patrulla cayó prisionero tras sufrir una fuerte caída.Los británicos, por su parte, admiten la pérdida de un artillero (Van Rooyen), que se resbaló entre las rocas y se rompió el brazo derecho tomando cubierta en el combate.También admiten haber perdido por un tiempo un Chinook debido a daños sufridos en los cables del helicóptero que al parecer fue alcanzado por fuego terrestre mientras transportaba las primeras piezas de artillería al monte Kent y que se vio obligado a realizar un aterrizaje forzado en un lago en su regreso a San Carlos.
El capitán Fernández fue el primero en ser recuperado por la columna de rescate. Una docena de motocicletas al mando del mayor Castagneto se adelantaron al resto del grupo, el cual se quedó cerca del río Murrell con el mayor Rico. Desde allí los militares argentinos regresaron y dieron por terminada la operación. Quedó una base de recuperación de sobrevivientes a cargo del capitán Fernando de la Serna.
Durante el 30 de mayo mientras cubrían la retirada argentina de los montes Kent y Challenger, el sargento Mario Antonio Cisnerode la Compañía de Comandos 602 —armado con una ametralladora 7,62 mm— y el gendarme Luis Alberto Kovalskidel Escuadrón de Fuerzas Especiales de Gendarmería Nacional 601 (también armado con una ametralladora) al igual que el soldado conscripto Nicomedes Daniel Castillo(apuntador de ametralladora MAG) del Regimiento de Infantería 4 dispararon repetidamente contra cazabombarderos de la Royal Air Force que volaban a baja altura y realizaban ataques terrestres contra los comandos y soldados del Regimiento 4. Los británicos admiten la pérdida de un cazabombardero (Harrier XZ 963) en este día, pilotado por el Líder de Escuadrón Jerry Pook) por el fuego reunido de armas portátiles.
Secciones argentinas quedaban cercadas en el monte Estancia y el Bluff Cove Peak. El capitán Villarruel resolvió el 31 de mayo replegarse a Puerto Argentino para informar la posición de los enemigos, pues su fracción carecía de armas para batir al monte Kent. Durante el trayecto el herido sargento Raimundo Maximiliano Viltes quedó en un refugio con el teniente primero Horacio Lauría. Al grupo que continuó la marcha se unieron los comandos que descendían del monte Estancia y Bluff Cove Peak. Cada hombre marchaba separado uno de otro por gran distancia. Alcanzaron el monte Dos Hermanas, donde encontraron al escalón del capitán De la Serna.
Los comandos argentinos regresaron y rescataron al sargento Viltes y al teniente 1.º Lauría. Estos por su parte habían comenzado a marchar a Puerto Argentino por sus propios medios.

### Bombardeos

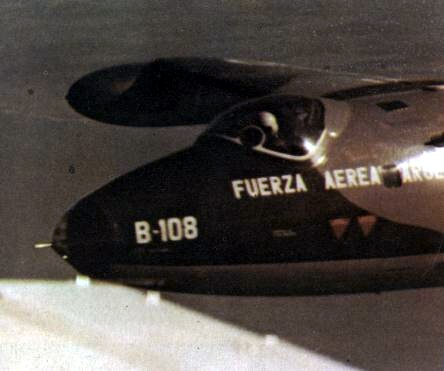
Un bombardero Canberra MK-62 de la Fuerza Aérea Argentina.

La Fuerza Aérea Sur comenzó a bombardear al monte Kent el 1 de junio con bombarderos Canberra MK-62. La Compañía de Comandos 602 proveyó a la Fuerza Aérea Argentina de la posición de las fuerzas enemigas.

### Cambio de la estrategia argentina
El avance británico motivó al mando argentino a modificar el dispositivo de defensa. La primera línea argentina se replegó el 3 de junio. Los efectivos del Ejército Argentino cambiaron sus posiciones debilitándose bajo ataques constantes de artillería y aviación. Desguarnecieron los montes Challenger y Wall.

### Continuación

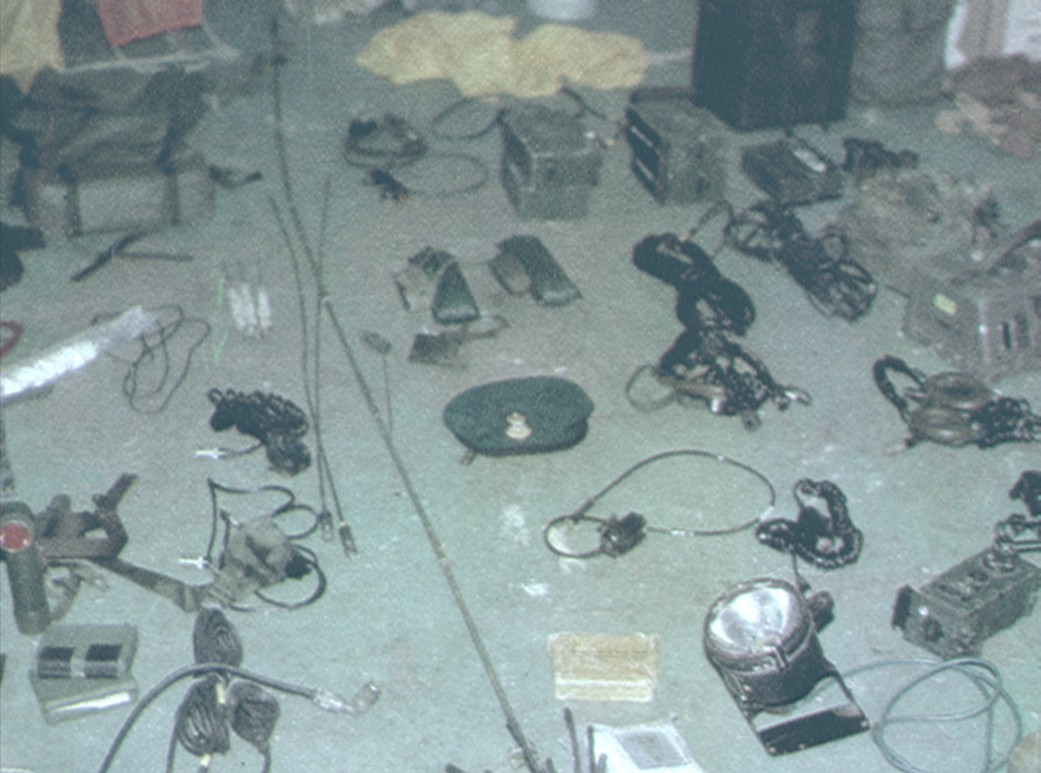
Equipamiento del Cuerpo de Marines Reales capturado por la Compañía de Comandos 602 en el monte Wall.

En la noche del 3 al 4 de junio, una patrulla de la Compañía de Comandos 602 al mando del teniente primero Jorge Vizoso Posse observó se infiltró a través de las posiciones defendidas por el Mobility Troop (Tropa de Movilidad) del Servicio Aéreo Especial e informó desde el monte Challenger detectando el movimiento de un número de 30 helicópteros enemigos transportando piezas de artillería al monte Kent.
El 5 de junio la 3.ª Sección de la Compañía de Comandos 602 atacó al monte Wall avanzando desde el Harriet. La pequeña unidad requirió el apoyo de fuego del Grupo de Artillería 3 y del Batallón de Infantería de Marina N.º 5 desde Puerto Argentino para marchar entre el Harriet y el Wall. El propio mayor Rico indicó correcciones del tiro a ambas unidades. El pelotón enemigo del teniente Tony Hornby ubicado en el Wall, perteneciente al Comando 42 de Marines Reales, abandonó apresuradamente la zona por el ataque de los comandos y la artillería.
La 3.ª Sección de la Compañía de Comandos 601 corrió a un pelotón del 3.º Batallón de Paracaidistas en el puente Murrell en la noche del 6 al 7 de junio.

## Consecuencias
Las Fuerzas Armadas británicas dieron un paso hacia el ataque final contra el dispositivo argentino de defensa de Puerto Argentino/Stanley.
El derribo del helicóptero SA330 Puma motivó al resto de los helicópteros argentinos a volar solo dentro del alcance de la artillería propia. Esta determinación imposibilitó a los comandos argentinos de realizar operaciones en lugares lejanos de Puerto Argentino.